# Serguéi Konoválov
Serguéi Aleksándrovich Konoválov –en ruso, Сергей Александрович Коновалов– (9 de abril de 1973) es un deportista ruso que compitió en biatlón. Ganó una medalla de bronce en el Campeonato Mundial de Biatlón de 2004, en la prueba de salida en grupo, y cinco medallas en el Campeonato Europeo de Biatlón entre los años 1999 y 2008.

## Palmarés internacional
| Campeonato Mundial | Campeonato Mundial           | Campeonato Mundial | Campeonato Mundial |
| Año                | Lugar                        | Medalla            | Prueba             |
| ------------------ | ---------------------------- | ------------------ | ------------------ |
| 2004               | Oberhof (Alemania)           | Medalla de bronce  | Salida en grupo    |
| Campeonato Europeo |                              |                    |                    |
| Año                | Lugar                        | Medalla            | Prueba             |
| 1999               | Izhevsk (Rusia)              | Medalla de oro     | Individual         |
| 1999               | Izhevsk (Rusia)              | Medalla de plata   | Relevos            |
| 2003               | Forni Avoltri (Italia)       | Medalla de plata   | Relevos            |
| 2008               | Nové Město (República Checa) | Medalla de oro     | Persecución        |
| 2008               | Nové Město (República Checa) | Medalla de oro     | Relevos            |